# Partyjność (zasada)
Partyjność – zasada marksistowsko-leninowska, która wyraża klasowy charakter nauk społecznych, filozofii, literatury oraz sztuki . Marksizm-leninizm uczy, że w społeczeństwie klasowym wszelka ideologia, a więc i filozofia, wyraża interesy jakiejś klasy społecznej. Nie istnieje więc postawa neutralna, a każda filozofia stanowi jakąś uwarunkowaną klasowo ideologię Walka kierunków ideologicznych, filozoficznych jest przejawem walki klas. Marksizm-leninizm wychodzi z założenia, że historia filozofii jest polem walki partii w filozofii — materializmu  i idealizmu. W walce tej znajdują wyraz interesy społeczne oraz ideologia różnych klas i grup społecznych. Partyjność filozofii, jak i całego marksizmu, polega na tym, aby prowadzić walkę przeciw ideologii burżuazyjnej i jej przeżytkom, broniąc i twórczo rozwijając jedynie naukową i rewolucyjną ideologię marksizmu-leninizmu.
W książce swej Materializm a empiriokrytycyzm Włodzimierz Lenin w głęboki sposób oświetlił zagadnienie partyjności filozofii, podczas gdy w odniesieniu do sztuki zasada partyjności opracowana została w artykule Lenina Partyjna organizacja i partyjna literatura oraz innych jego pracach. Partyjność komunistyczna polega na tym, aby otwarcie wyrażać i bronić podstawowych interesów proletariatu i wszystkich mas pracujących w twórczości artystycznej. Zasada partyjności leży u podstaw metody socrealizmu, ponieważ sztukę tę wykorzystywano przede wszystkim do celów propagandowych, z myślą o szerzeniu idei komunizmu. W artykule Partyjna organizacja i partyjna literatura Lenin podkreślał, że w proletariackim państwie gazety winny być pod kontrolą organizacji partyjnych, a pisarze należeć do partii. Partyjność sztuki była jednym z podstawowych zagadnień estetyki marksistowsko-leninowskiej. W referacie sprawozdawczym KC KPZR na XXV Zjeździe Partii stwierdzało się, że
—  Leonid Breżniew 
Na I Konferencji Metodologicznej Historyków Polskich w Otwocku na przełomie 1951/1952 Żanna Kormanowa wygłosiła referat „Zagadnienie partyjności w nauce historycznej”, wskazując na konieczność opowiedzenia się historyków „po stronie walczących mas”.
W ramach przedmiotu "Wiedza o społeczeństwie" zasada partyjności filozofii należała do obowiązkowego programu nauczania we wszystkich szkołach Związku Radzieckiego.